# Ложномускари голубой
Ложномускари голубой (лат. Pseudomuscari coeruleum) — вид многолетних травянистых растений рода Pseudomuscari семейства Спаржевые (Asparagaceae).

## Ботаническое описание
Многолетнее травянистое растение, до 15 см высотой. Луковица продолговатая, яйцевидная, 1—2 см в диаметре, наружные чешуи светлые. Листья линейные, внизу суженные, остроконечные, плоские, жилки хорошо заметные, 10—18 см длиной, 3 мм шириной.
Цветки собраны в сжатую, яйцевидную, малоцветковую кисть. Цветоножки наклонённые, голубые, 1,5 мм длиной; прицветники белые, тупые, меньше 1 мм. Околоцветник овально-цилиндрический, синий, 5 мм длиной, 3 мм шириной, с белыми зубчиками. Плод — внизу суженная, слегка сплюснутая коробочка, 4 мм длиной, 6 мм шириной.
Цветение в мае—июне, плодоношение в июле—августе.

## Распространение и экология
Эндемик Западного и Центрального Кавказа. Встречается на субальпийских и альпийских лугах в России (Краснодарский край, Адыгея, Карачаево-Черкесия, Кабардино-Балкария, Северная Осетия), Абхазии, Южной Осетии и на севере Грузии.

## Охрана
Вид внесён в Красную книгу Российской Федерации. Охраняется в Кавказском, Кабардино-Балкарском и Северо-Осетинском заповедниках.